# Mučkapskij
Mučkapskij è una cittadina della Russia europea centrale, situata nella oblast' di Tambov; appartiene amministrativamente al rajon Mučkapskij, del quale è il capoluogo.